# Grünow (bei Prenzlau)
Grünow település Németországban, azon belül Brandenburgban. Lakosainak száma 980 fő (2023. december 31.).

## Népesség
A település népességének változása:
| Lakosok száma | 945  | 947  | 959  | 994  | 980  |
|               | 2017 | 2019 | 2021 | 2022 | 2023 |